# 福井県道218号新道安賀里線
福井県道218号新道安賀里線（ふくいけんどう218ごう しんどうあがりせん）は、福井県三方上中郡若狭町内にある一般県道である。

## 路線概要
国道同士を接続している線形となっている。なお、当道路を介して接続している国道27号と国道303号はすぐ近くの三宅交差点で直接接続している。

### 路線データ
- 起点：福井県三方上中郡若狭町新道
- 終点：同町安賀里

## 道路状況
終点附近は狭隘路となっているが、途中で接続する福井県道22号上中田烏線がすぐに国道27号と接続している。なお、狭隘路となっている区間に安賀里銀杏観音があり、参拝客の利用がある。
ゴールデンウィークなどの行楽シーズンや週末、年末年始などを中心に京阪神と小浜市田烏地区・三方五湖地区西部とを行き来する他府県ナンバーの車の姿がしばしば見受けられる。

## 接続道路
- 国道27号（終点）
- 国道303号（起点）
- 国道367号（国道303号と重複）
- 福井県道22号上中田烏線（重複）
- 福井県道24号小浜上中線（重複）

## 沿線
- 安賀里銀杏観音